# R. M. Owen & Company

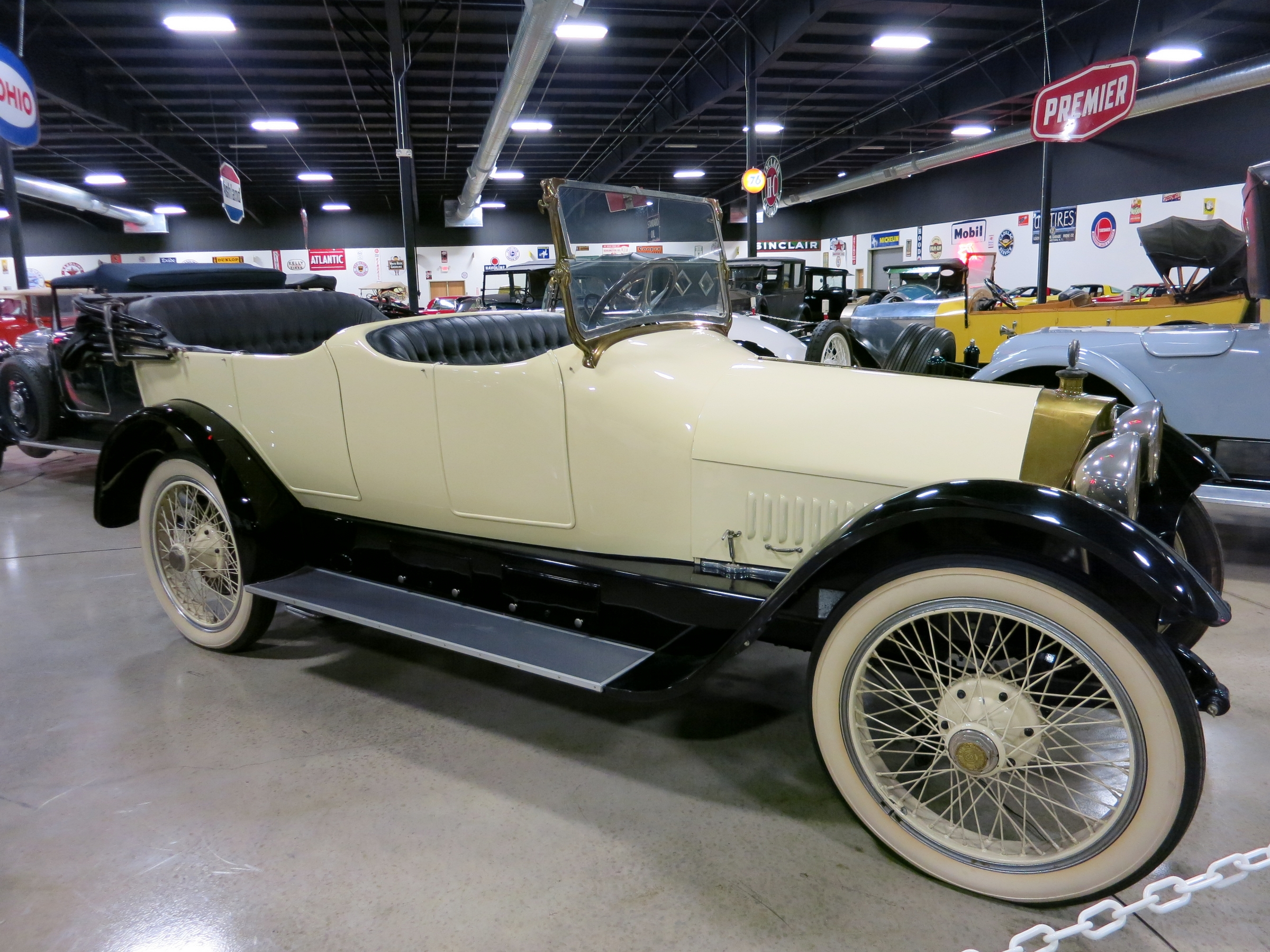
Solche Owen Magnetic stellte das Unternehmen her. Im Bild ein Fahrzeug von 1916.

R. M. Owen & Company war ein US-amerikanisches Unternehmen der Automobilindustrie.

## Unternehmensgeschichte
Raymond M. Owen hatte bereits mit der Owen Motor Carriage Company Erfahrungen im Automobilbau gesammelt. 1906 gründete er das Unternehmen in New York City als Autohaus. Zunächst vertrieb er Fahrzeuge von Oldsmobile, später auch von H. H. Franklin Manufacturing Company, Premier Motors, Mitchell Motors Company, Rauch & Lang, Dorris Motor Car Company und Reo Motor Car Company.
Justus B. Entz hatte ein elektromagnetisches Getriebe entwickelt. Er versuchte 1914, mit seiner Entz Motor Car Corporation Automobile mit diesem Getriebe herzustellen, was jedoch nicht gelang. Owen übernahm das Projekt. Er fertigte ab 1915 die ersten Fahrzeuge. Sie erhielten den Markennamen Owen Magnetic. Es stellte sich heraus, dass die Produktionsanlagen ungeeignet waren. Owen hatte bis dahin 250 Fahrzeuge  hergestellt. Baker, Rauch & Lang Company setzte ab 1916 die Produktion in Cleveland in Ohio fort.
Owen & Company vertrieb anschließend noch Fahrzeuge von der Hudson Motor Car Co. Es ist nicht bekannt, wann das Unternehmen aufgelöst wurde.
Ein Fahrzeug mit der Baujahrangabe 1915, das demzufolge bei R. M. Owen & Company produziert worden sein muss, steht im Henry Ford Museum.